# Coradino de la Vega
Coradino de la Vega Guerrero (Minas de Riotinto, 16 de octubre de 1949) fue un futbolista y entrenador español.
Hijo de un empleado de la Compañía Española de Minas de Río Tinto, sintió desde muy joven la vocación por el fútbol. Comenzó su carrera con 17 años en el Riotinto Balompié. Ingresó en el Triana Balompié, filial del Real Betis, en 1968, donde conoció al entrenador Esteban Areta, quien le influyó mucho en su forma de concebir el fútbol. De la Vega pasó al equipo principal, el Real Betis Balompié, en 1970. Su primer partido oficial fue el 11 de abril de 1971 contra el Racing de Santander. Las cuatro temporadas siguientes, entre 1971 y 1975, jugó en el Recreativo de Huelva. Después, pasó al Algeciras Club de Fútbol. Tras el nacimiento de su primer hijo, regresó a Riotinto y se dedicó a entrenar al equipo local. Estudió Ingeniería Técnica de Minas y trabajó como profesor de Formación Profesional.
Recibió un homenaje de su localidad natal en 2015 y el reconocimiento de hijo ilustre.
Es padre del escritor Coradino Vega.

## Trayectoria
| Club                           | País   | Año     |
| ------------------------------ | ------ | ------- |
| Real Betis Balompié            | España | 1970-71 |
| Real Club Recreativo de Huelva | España | 1971-75 |
| Algeciras Club de Fútbol       | España | 1975-76 |